# Mi bandoneón y yo
Mi bandoneón y yo es el primer álbum del músico y cantante argentino de tangos Rubén Juarez. Fue presentado como LP bajo el sello London a mediados de 1969 y fue el puntapié de una maratónica carrera de más de 40 años con la música.
Rubén Juárez tenía solamente 22 años y era considerada una promesa del tango para ese entonces.

## Lista de temas
| El aguacero |                             |          |  |
| N.º         | Título                      | Duración |  |
| 1.          | «Mi bandoneón y yo»         | 2:22     |  |
| 2.          | «El último farol»           | 2:35     |  |
| 3.          | «El aguacero»               | 2:54     |  |
| 4.          | «De vuelta al bulin»        | 4:53     |  |
| 5.          | «Una como vos»              | 3:33     |  |
| 6.          | «Sueño de barrilete»        | 4:13     |  |
| 7.          | «Es tuyo mi corazón»        | 4:21     |  |
| 8.          | «Mas solo que nunca»        | 3:33     |  |
| 9.          | «La serenata de ayer»       | 3:28     |  |
| 10.         | «Milonga de corralón»       | 3:38     |  |
| 11.         | «Mañana iré temprano»       | 3:38     |  |
| 12.         | «Tengo todo lo que he dado» | 2:56     |  |

- Datos: Q30916243